# Mursili II
Mursili II  fue un rey hitita, hijo menor de Suppiluliuma I, que sucedió a su hermano Arnuwanda II, gobernando entre 1321 y 1295 a. C.

## Biografía
Siendo el menor de los hijos de Suppiluliuma, parece que se tuvo que conformar con un puesto de jefe de la guardia real, al copar sus hermanos los grandes cargos hititas de la época. Sin embargo, al ser asesinado su hermano Zannanza en un viaje a Egipto y fallecer tanto Suppiluliuma I como Arnuwanda II víctimas de una peste traída por captivos egipcios, se convirtió en rey, con el apoyo de sus hermanos Sarri-Kusuh y Telepinu, virreyes de Karkemish y Alepo.
La ascensión al trono de un rey tan joven y tan poco experimentado provocó reacciones hostiles entre los kaskas, que ya habían iniciado una invasión en tiempos de su hermano, los reinos vasallos de Siria y los reinos de Arzawa en Anatolia occidental.
Los kaskas eran, probablemente, la amenaza más peligrosa, por su cercanía a la capital, Hattusa, por lo que Mursili se volvió primero contra ellos. Al cabo de dos años, logró rechazarlos. Con los kaskas temporalmente calmados, se volvió contra Arzawa, castigando a los instigadores de la coalición antihitita, los reinos de Arzawa Menor y del país del Río Seha. Tras estas campañas en el oeste, Mursili tuvo que volver al norte, ya que los kaskas tenían un nuevo caudillo, Pihhuniya, de considerable habilidad política. Mursili logró derrotarlo y capturar algunos territorios al nordeste de Hattusa.
Calmado el norte y el oeste del país, Mursili, en el séptimo año de su reinado, pudo prestar toda la atención necesaria a los levantamientos en Siria, donde, con la ayuda de sus hermanos, los virreyes de Karkemish y Alepo, logró sofocar a los vasallos que no se habían mostrado leales y derrotar a una expedición egipcia en apoyo de los rebeldes. No obstante, la muerte del virrey de Karkemish, Sarri-Kusuh, poco tiempo después provocó más revueltas e incluso una invasión asiria, obligando a Mursili de nuevo a someter a todos los vasallos y expulsar a los asirios de Carkemish.
Tras lograr por fin la paz en Siria, Mursili hubo de enfrentarse a los frutos de haber dedicado su atención a la zona oriental del reino: más rebeliones en Arzawa, que sofocó con efectividad, hasta el punto de que probablemente sometió a todos los reinos de Arzawa, y nuevas invasiones kaskas, que también pudo repeler, aunque a un coste mayor. Para evitar nuevas rebeliones y repoblar el núcleo del Estado hitita, gravemente afectado por la enfermedad que comenzó con su padre Suppiluliuma, Mursili instauró la práctica del traslado forzoso de población, que se convirtió en una práctica habitual de sus sucesores.
Mursili destacó entre los reyes hititas por su religiosidad —creía que la epidemia que asoló el Estado hitita, era un castigo de los dioses por el asesinato de su tío Tudhaliya III a manos de su padre, Suppiluliuma—, y pidió perdón en numerosas ocasiones por ello. Además, parece que sufrió un ataque en los últimos años de su reinado, que le afectó al habla y que él también interpretó como una muestra del disgusto de los dioses.
El reinado de Mursili es muy importante desde el punto de vista historiográfico, ya que durante su reinado se compusieron tanto los Anales de Suppiluliuma, como dos anales sobre los primeros años de su reinado. Además, en el décimo año de su gobierno, hubo un eclipse solar (1312 a. C.) que ayuda considerablemente a datar toda la cronología hitita.
Mursili fue sucedido por su hijo Muwatalli II.